# Дмитрієвка (Бузулуцький район)
Дми́трієвка (рос. Дмитриевка) — село у складі Бузулуцького району Оренбурзької області, Росія.

## Населення
Населення — 397 осіб (2010; 431 у 2002).
Національний склад (станом на 2002 рік):
- росіяни — 79 %